# علی‌پور-۲
علی‌پور-۲ (به انگلیسی: Alipur-2) یک منطقهٔ مسکونی در هند است که در پنجاب (هند) واقع شده‌است.